# Congrégation de Notre-Dame de Sion
Pour les articles homonymes, voir Notre-Dame de Sion (homonymie) et NDS.

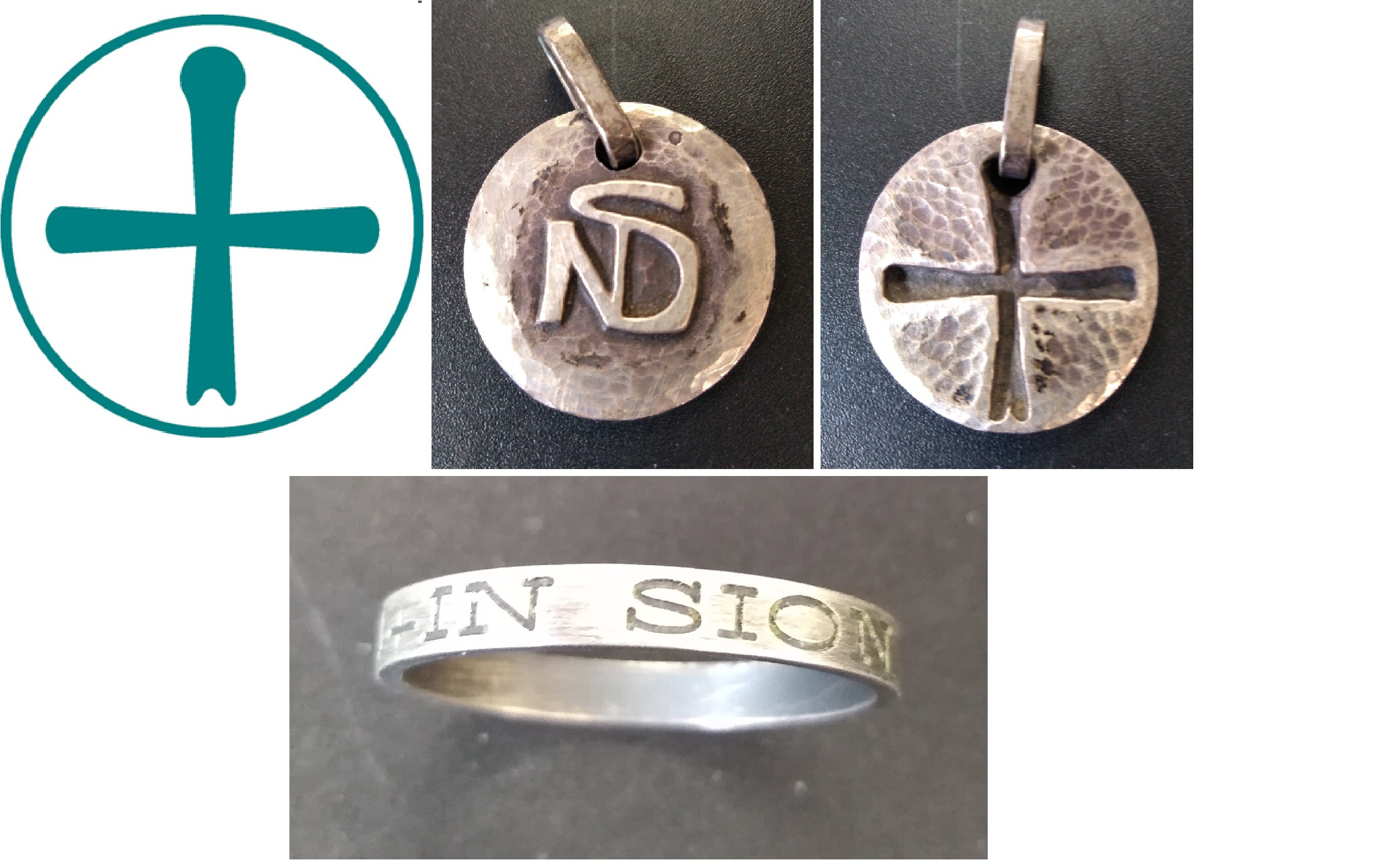
Les symboles de la congrégation Notre-Dame de Sion.

Notre-Dame de Sion, couramment abrégé en NDS, est une congrégation religieuse catholique fondée en 1843 par les Français Théodore et Alphonse Ratisbonne. Plusieurs communautés ainsi que de nombreux établissements scolaires portent actuellement le nom de « Notre-Dame de Sion » dans le monde. Sœur Emmanuelle, Paul Démann et Pierre Lenhardt y ont prononcé leurs vœux.
L'histoire de Notre-Dame de Sion se confond avec celle des relations entre judaïsme et christianisme. D'abord fondée dans le but de convertir les Juifs au christianisme et s'y activant sans relâche, la congrégation change radicalement d'orientation à partir du concile Vatican II (1962-1965) et de la déclaration Nostra Ætate. Dans le monde catholique, elle devient alors l'un des principaux acteurs du dialogue avec le judaïsme, dans le respect de cette religion et en excluant toute volonté de conversion.

## Histoire

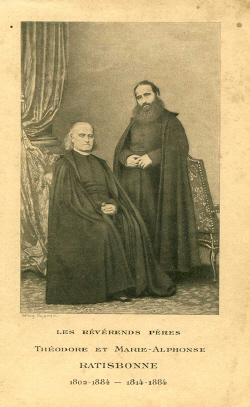
Les pères Théodore et Marie-Alphonse Ratisbonne, fondateurs de la congrégation de Notre-Dame de Sion, XIXe siècle.

### Fondation
La congrégation Notre-Dame de Sion est issue d'un pacte de prières scellé par Joseph Ludwig Colmar, Louise Humann et Madame Breck dans les ruines du château de Turquestein en 1797.
Notre-Dame de Sion est liée au charisme de son fondateur, Théodore Ratisbonne, auquel s'est associé dès l'origine son frère Alphonse. Issus d'une famille juive assimilée de Strasbourg, ils se sont convertis au catholicisme, le premier en 1827, le second en 1842.

### Vocation
La congrégation se caractérise par une conscience de l’enracinement de la foi chrétienne dans le peuple juif. D'après son texte fondateur, « La Congrégation a été fondée pour témoigner, dans l’Église et dans le monde, de la fidélité de Dieu à son amour pour le peuple juif et pour travailler à l’accomplissement des promesses bibliques, révélées aux patriarches et aux prophètes d’Israël pour toute l’humanité » (Const. 2).

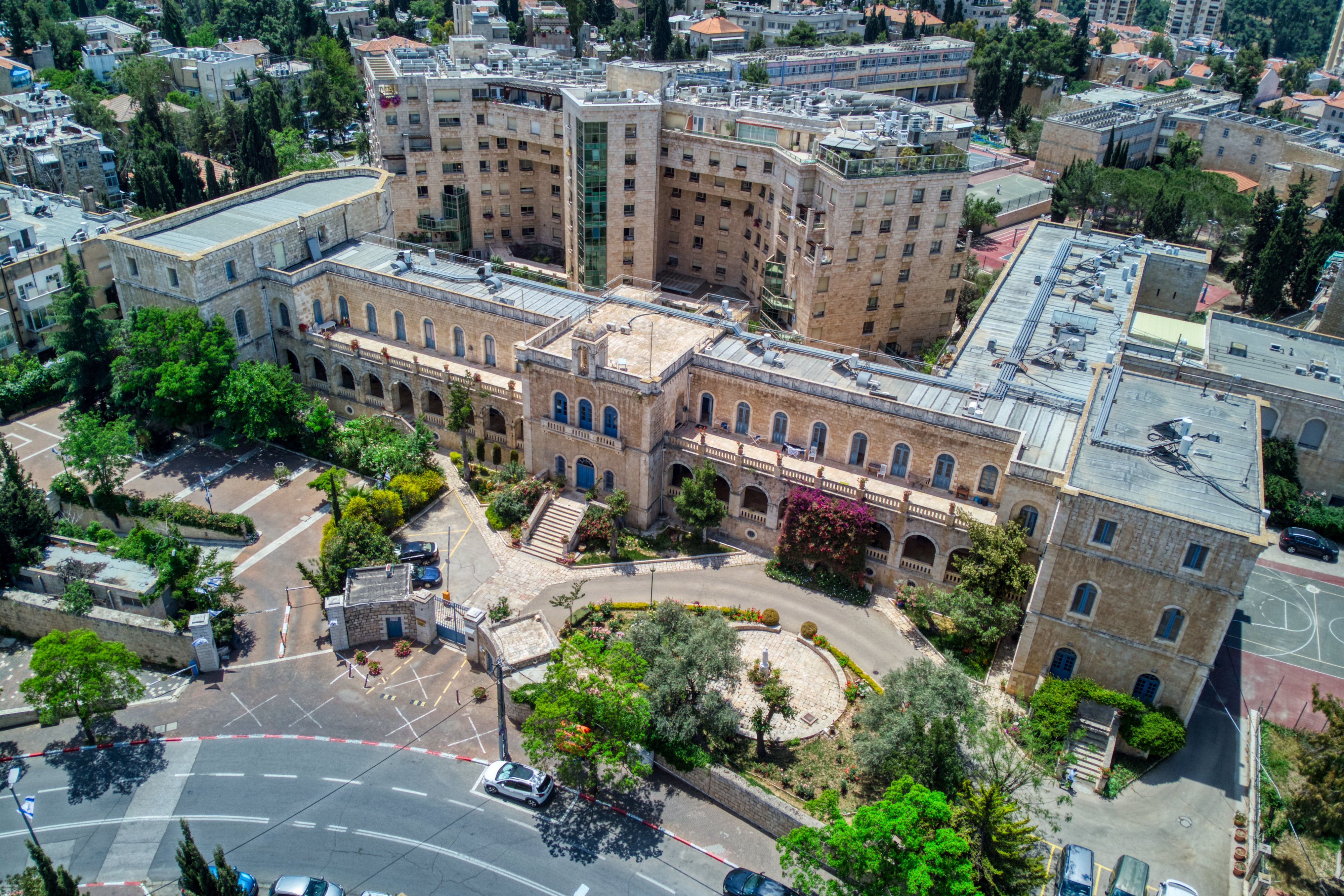
Le monastère Ratisbonne à Jérusalem.

Cette spiritualité va de pair avec la volonté de convertir les Juifs au christianisme.
En 1845, la Société pour la propagation de la foi ouvre une sorte de bureau de nourrices 4 rue Plumet (actuellement rue Oudinot) à Paris, que l'abbé Ratisbonne baptise Notre-Dame de Sion. Elle est dirigée par « des dames chrétiennes qui se chargent de l'éducation des enfants israélites » qui, avec - et quelquefois sans - l'assentiment de leurs parents, sont élevés dans la foi catholique.
On peut citer notamment l'affaire Sarah Linnerviel en 1860 ou l'affaire Bluth-Mallet, « qui mit en cause les congrégations de Notre-Dame de Sion et de la Sainte-Union, ainsi que plusieurs ecclésiastiques de Cambrai, dont le chanoine Mallet. Ce dernier aux mœurs dissolues fut seul jugé et condamné en 1861, pour avoir soustrait à leurs parents deux des jeunes sœurs de sa maîtresse, Anna Bluth, une jeune femme juive de 22 ans, baptisée en 1847 sous le nom de Marie-Siona ; une troisième sœur, mineure elle aussi, ne fut jamais retrouvée », certaines filles de cette famille perdirent la raison,,.
Pensant se disculper, Ratisbonne participe de l'antijudaïsme en écrivant le 11 mars 1861 aux sœurs de Sion : « Je crois devoir éclairer le Gouvernement sur les manœuvres des Juifs et des impies...».
Pendant la Seconde guerre mondiale, Notre-Dame de Sion cache des enfants juifs mais parfois, les baptise puis refuse de les rendre à leur famille. Cette politique prosélyte dure jusqu'aux années 1950. C’est dans ce contexte qu’a lieu après la Shoah l'affaire Finaly (1948-1953) dans laquelle sont impliquées des religieuses de la congrégation dans le « sauvetage » de deux jeunes frères juifs qui bataillèrent de longues années pour avoir droit de vivre à nouveau dans leur famille juive. Cette affaire provoqua d’ailleurs une sorte « d’électrochoc » dans la congrégation, selon le mot de Mère Marie Félix, alors supérieure générale, et l’aida à lui faire prendre un tournant radical dans son attitude vis-à-vis du peuple juif.

#### Évolution
La vocation de Notre-Dame de Sion évolue alors, à la suite du concile Vatican II et de la déclaration Nostra Ætate. Les pères et sœurs de Sion changent diamétralement leur mission. Il s'agit désormais de connaître les Juifs et le judaïsme, de dénoncer tout prosélytisme et tout antisémitisme chez les catholiques, de se rapprocher dans l'estime et l'amitié, en étudiant particulièrement les racines juives du Nouveau Testament ainsi que l'hébreu biblique, l'hébreu rabbinique et le Talmud.
La congrégation fonde à Rome un Service international de documentation judéo-chrétienne, le SIDIC en 1966, suivi de celui de Paris en 1968, auxquels s’ajoutèrent ensuite Londres, Vienne, Madrid, Montréal et Sao Paulo. Le SIDIC travaille en étroite collaboration avec des personnes de confession juive. C'est le cas, par exemple, du grand-rabbin Jacob Kaplan, qui fut l'un des principaux intervenants de la conférence de Seelisberg (1947), avec l'historien Jules Isaac, et qui fut par la suite l'une des personnalités proches du SIDIC. L'AJCF (Amitié judéo-chrétienne de France), fondée par Jules Isaac, décerne chaque année un prix dont le lauréat a été plusieurs fois un religieux ou une religieuse de NDS. Enfin, le SIDIC-Paris a travaillé en partenariat avec l'École cathédrale de Paris, où différents cours étaient assurés par des religieux de NDS : hébreu, tradition juive, judaïsme. Le SIDIC-Rome a définitivement fermé ses portes en 2007, non sans avoir remis sa documentation à l’université de la Grégorienne. Celui de Paris a fermé également, en 2015, le CIRDIC a pris sa suite.

### Justes parmi les nations
Le mémorial de Yad Vashem reconnaît sept sœurs de Notre-Dame de Sion et un père de Sion comme « Justes » pour leur sauvetage de Juifs pendant la Seconde Guerre mondiale, à Paris, Grenoble, Anvers et Rome.

## Provinces

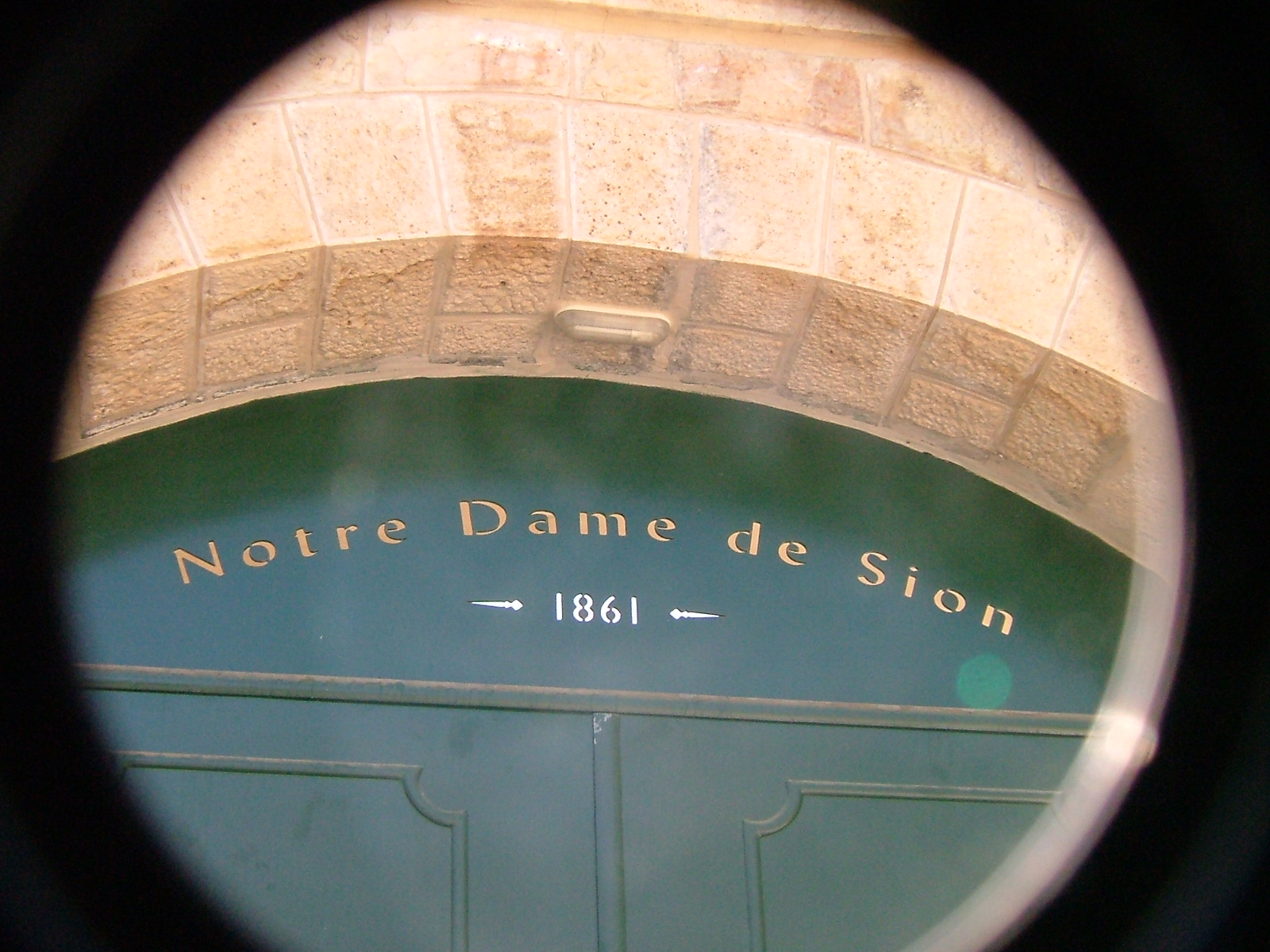
Inscription à la porte de Notre-Dame de Sion, Ein Kerem, Jérusalem.

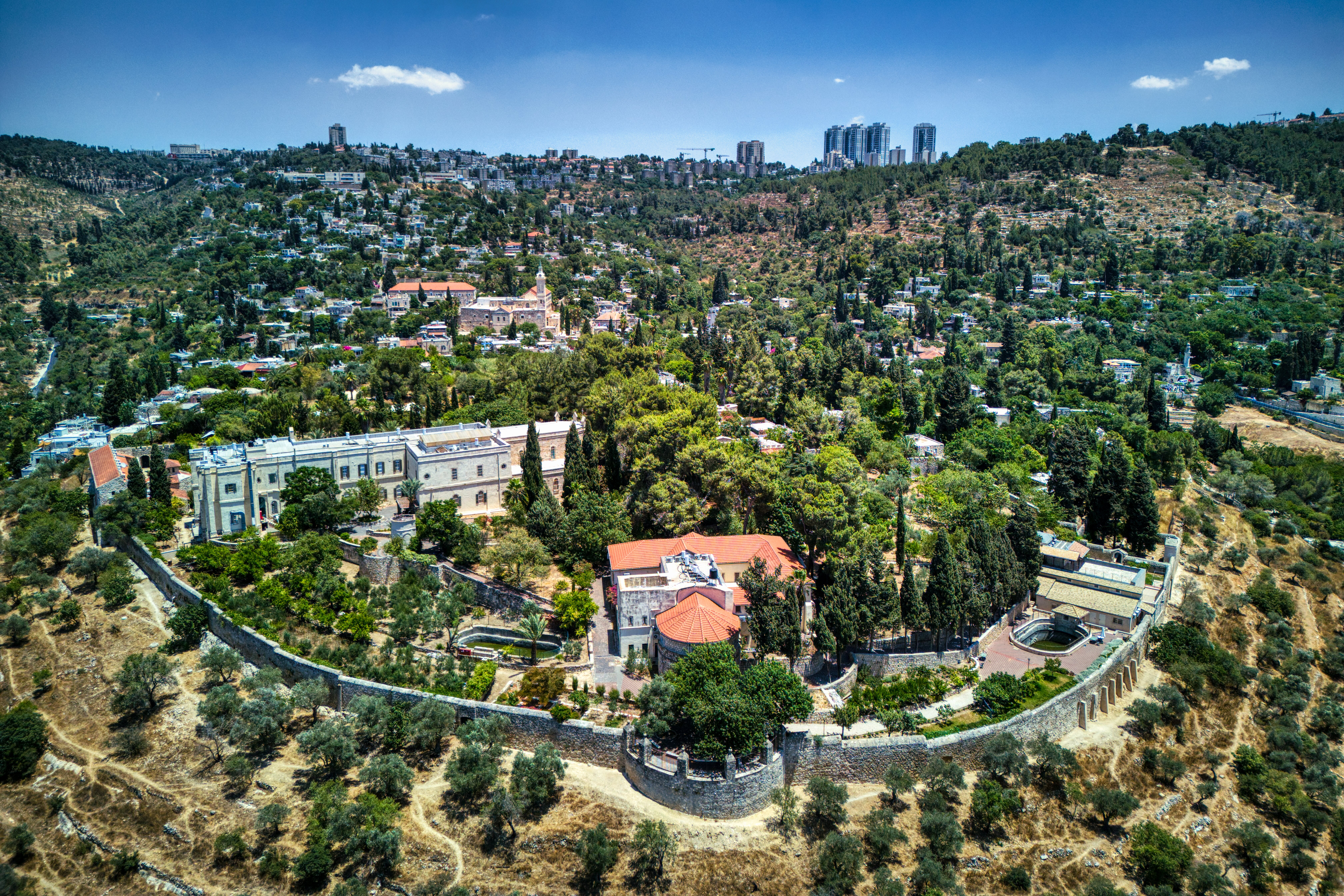
Notre-Dame de Sion, Ein Kerem.

C'est en 1956 que la congrégation a été constituée en provinces, devenues récemment des « régions ».
- la « Région Europe » regroupe des communautés situées en Allemagne, en Autriche, en Belgique, en France, en Italie et, depuis 2004, en Pologne.
- la « Région Canada–Etats Unis ».
- la « Région de Méditerranée » couvre Israël, la Tunisie, l'Égypte, la Turquie, le Sud de la France, à Callian (maison de retraite).
- la « Région d'Amérique centrale » concerne le Costa Rica et le Nicaragua.
- La « Région du Brésil »
- la « Région de Grande-Bretagne et d’Irlande », avec l'Angleterre et l'Irlande.
- la « Région d'Australie ».
- la « Région des Philippines ».
- la « Région » de Roumanie ».

La maison généralice où réside la supérieure générale de la congrégation, se trouve à Rome.

## Communautés religieuses

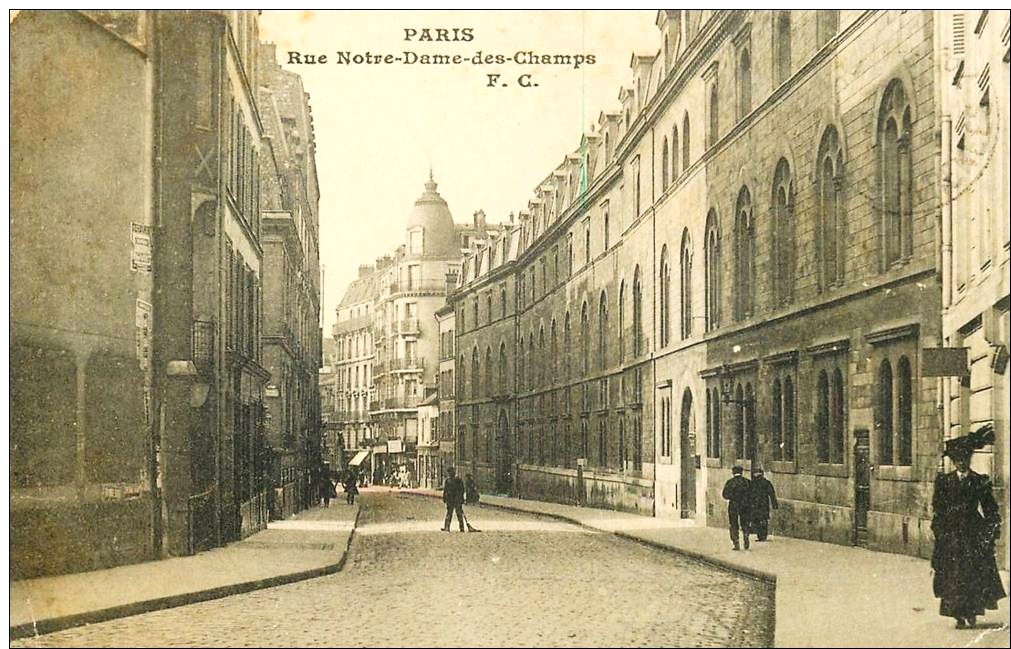
Le quartier de l'école Notre-Dame de Sion à Paris au tournant du siècle.

On distingue deux types de communautés :
- Des communautés de sœurs apostoliques, fondées en 1843. Ces communautés fondent leur engagement sur le travail en dehors de la communauté et l'ouverture au monde : enseignement, animation de groupes, activités caritatives et sociales (particulièrement au Brésil et aux Philippines) ;
- Des communautés de sœurs contemplatives Notre Dame de Sion - La Solitude, fondées en 1926. Il y en a aujourd'hui trois, en France et au Brésil. Ces communautés fondent leur engagement sur la prière et le travail artisanal et ont peu de contacts avec l'extérieur.

Une autre branche de la congrégation a existé de 1936 à 1964, celle des Ancelles de Notre-Dame de Sion. Cette branche est née après le rattachement d’une petite congrégation, celle des Ancelles de Notre-Dame Reine de Palestine (qui avait vu le jour en 1927), à la congrégation de Notre-Dame de Sion. Les religieuses issues de cette branche avaient pour mission de travailler à « l’apostolat direct » envers les juifs et ont tenu un rôle important au moment de la Deuxième Guerre mondiale dans le sauvetage des juifs persécutés. La branche s’est séparée de la congrégation en 1964 et a pris le nom de Pax Nostra.
Il existe une congrégation masculine portant le même charisme que la congrégation féminine et fondée par le même homme, Théodore Ratisbonne, en 1855 : la congrégation des religieux de Notre-Dame de Sion. Ils sont implantés principalement au Brésil, où se trouve leur maison généralice, en Israël et en France.

## Établissements scolaires en France

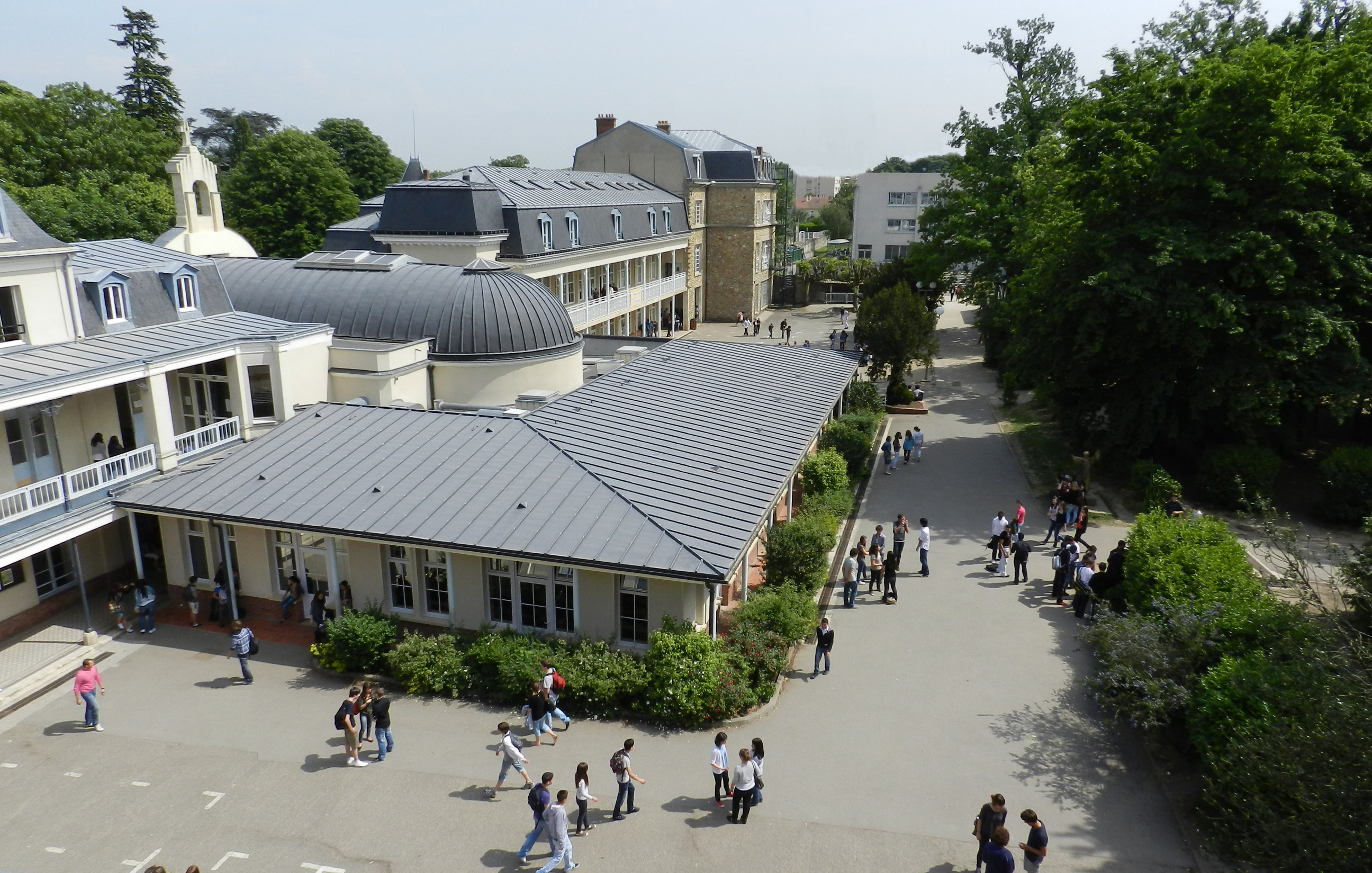
Collège et lycée privé Notre-Dame de Sion de Grand-bourg à Évry-Courcouronnes.

On compte en France six établissements scolaires portant le nom de « Notre-Dame de Sion » dont quatre sont sous la tutelle de la congrégation, à Évry-Courcouronnes, Grenoble, Marseille et Strasbourg. Deux autres établissements, à Paris et à Saint-Omer, portent également le nom de Notre-Dame de Sion, et sont sous tutelle diocésaine. Tous ces établissements, qui couvrent tous les niveaux d'enseignement du premier degré au supérieur selon les établissements, ont signé un contrat d'association avec l'État.
À Paris, le groupe scolaire Notre-Dame de Sion, dont l'accès principal est situé rue Notre-Dame-des-Champs (6e arrondissement),, comprend un foyer de jeunes étudiantes, lycéennes pour la plupart.

## Galerie

Congrégation Notre-Dame de Sion à Ein Kerem, Jérusalem, Israël.
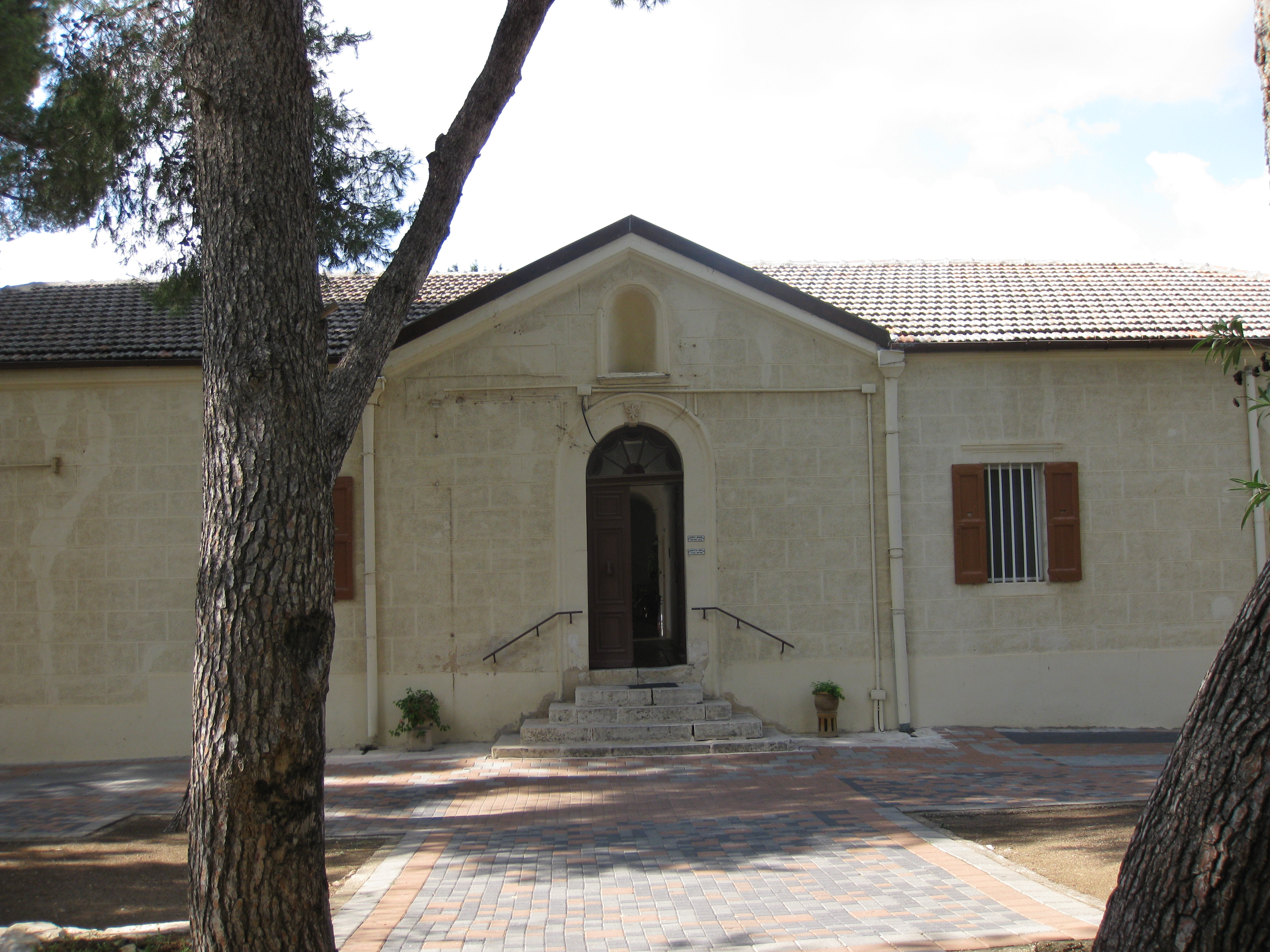
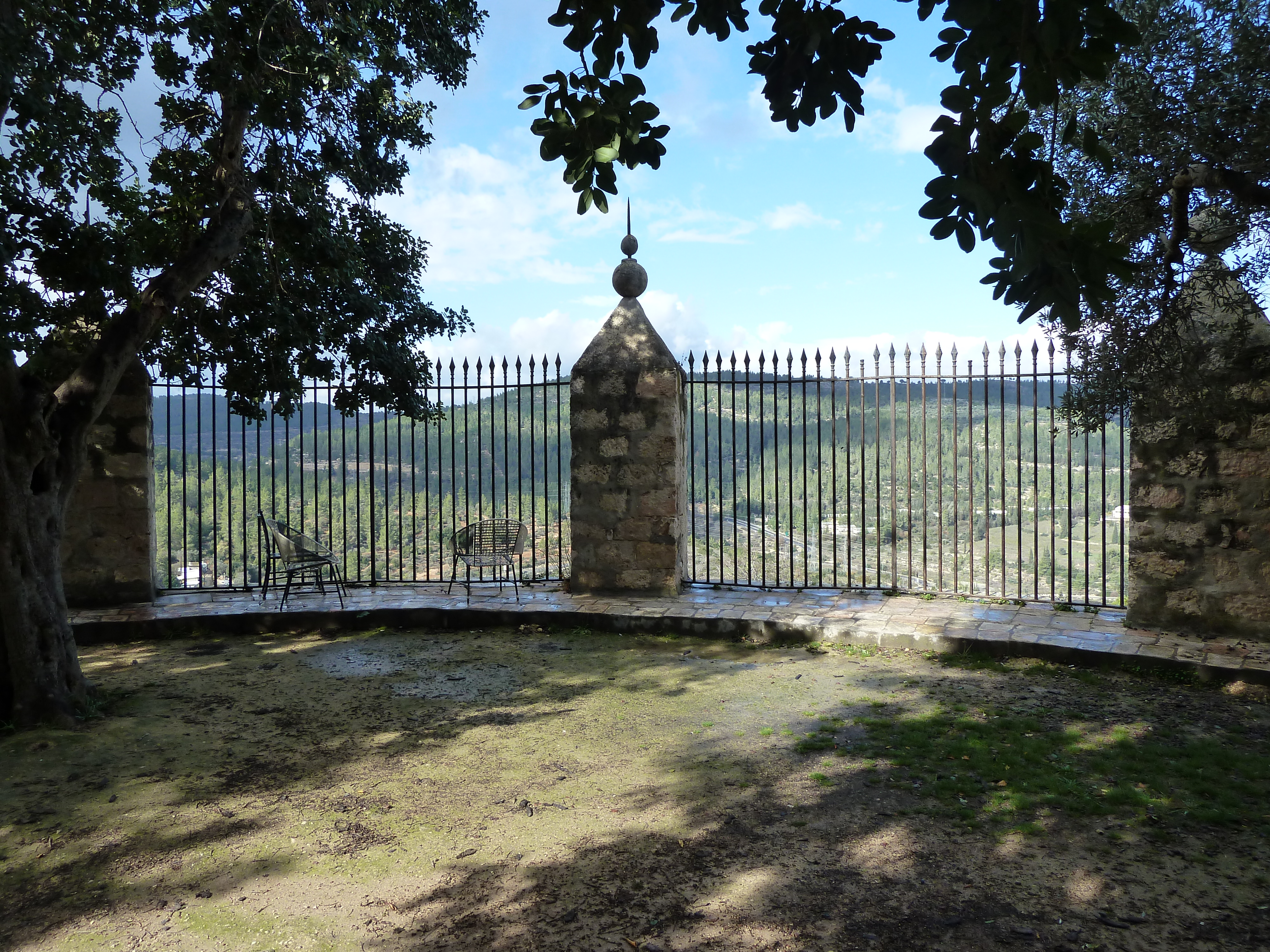
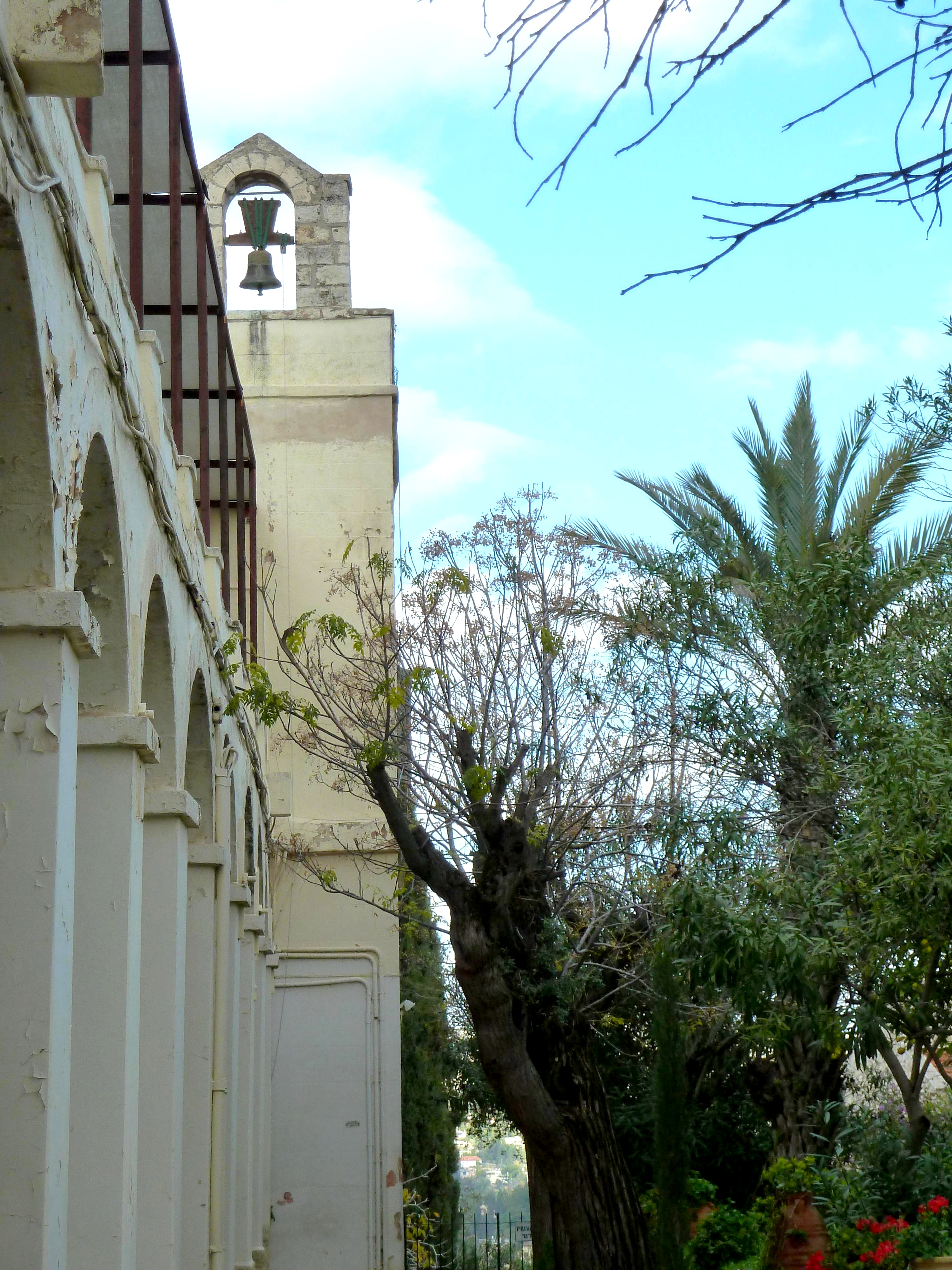
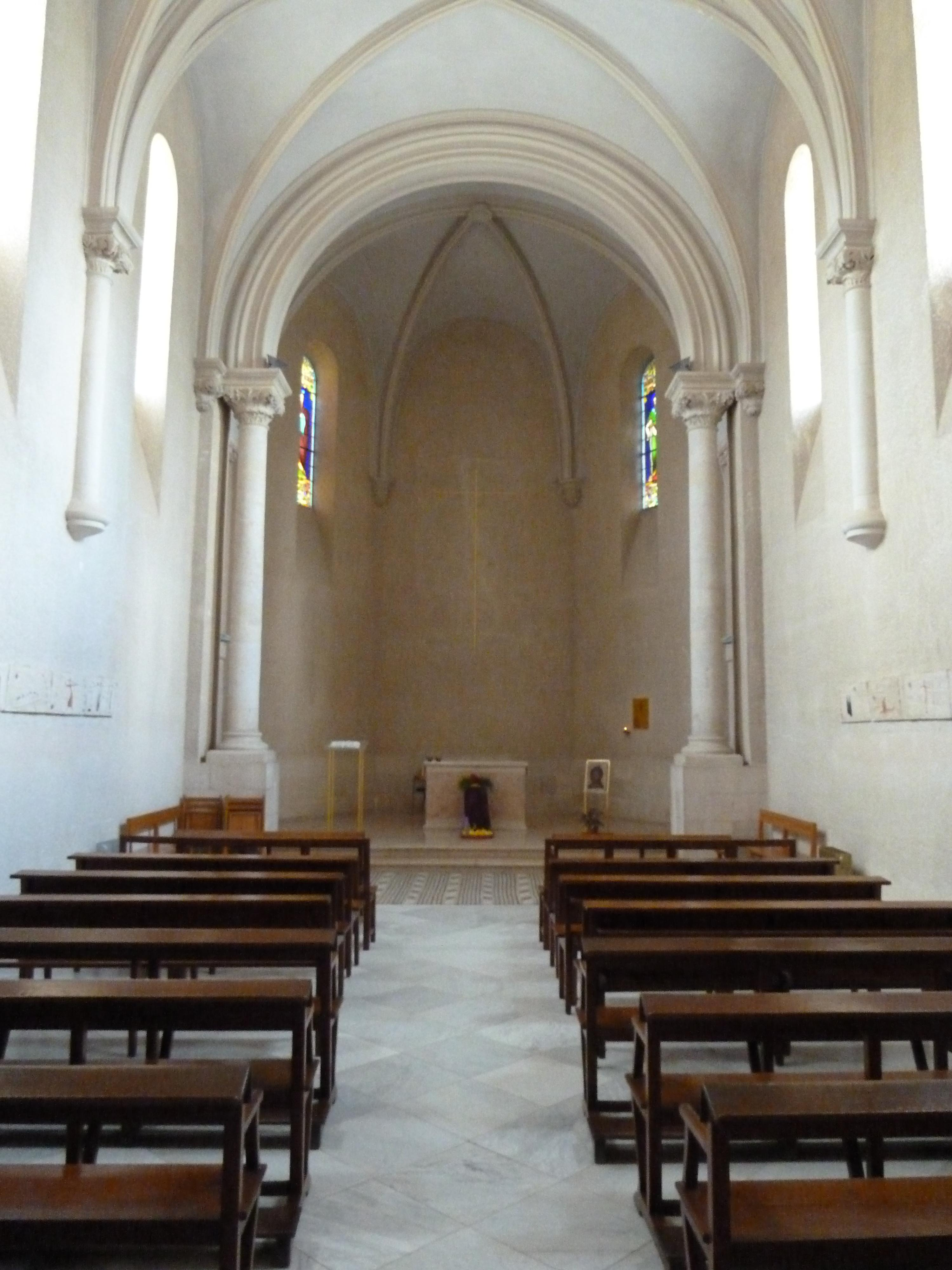
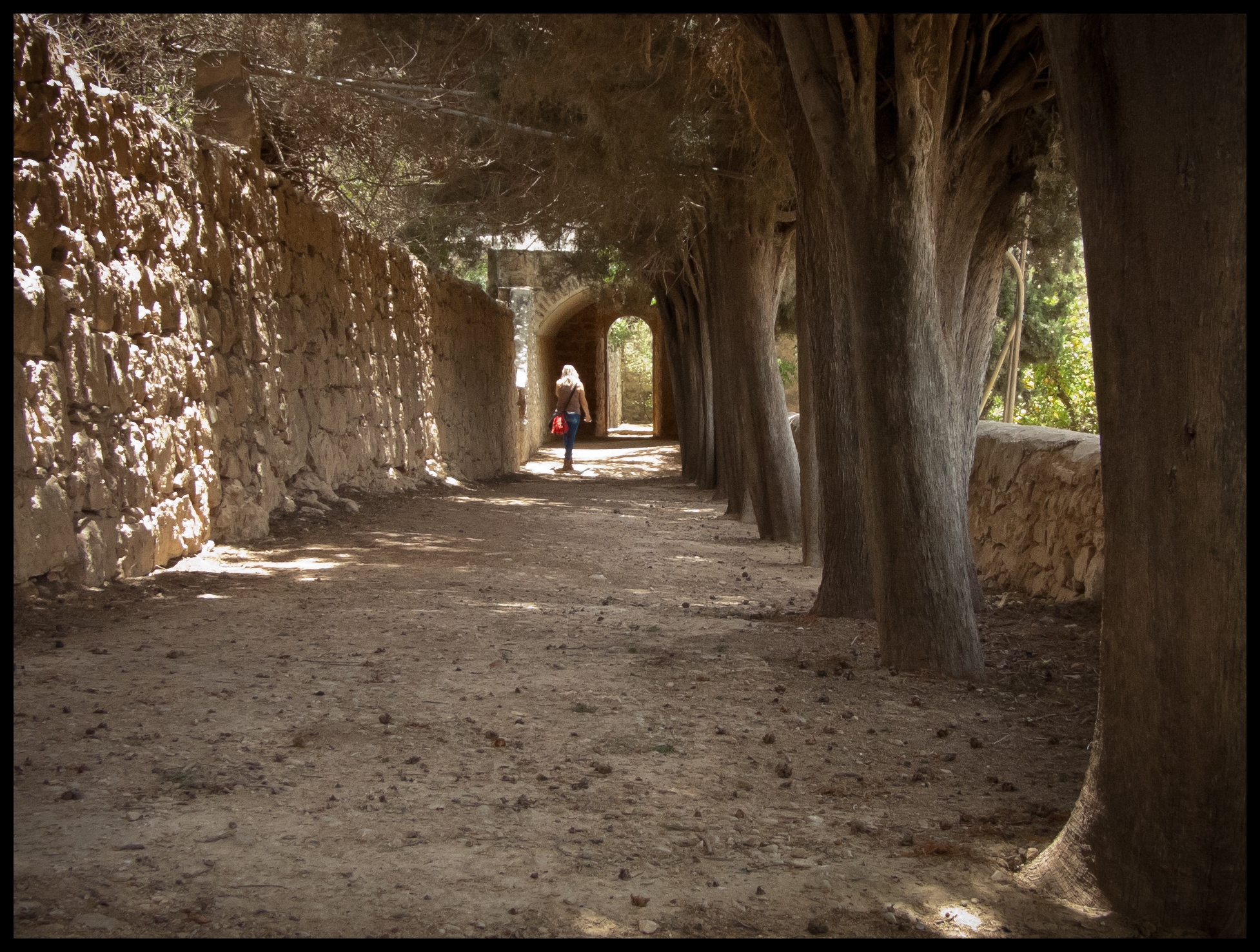